# Josei manga
Josei manga (女性漫画 n.đ. "truyện tranh dành cho phụ nữ", phát âm [dʑoseː]), viết tắt là redikomi (レディコミ "lady-comi") là một thể loại truyện tranh Nhật Bản bắt đầu xuất hiện từ những năm 1980. Theo lý thuyết, josei manga đề cập đến thể loại truyện tranh dành cho đối tượng độc giả là phụ nữ trưởng thành, trái ngược với shōjo manga, vốn hướng tới đối tượng là trẻ em gái và phụ nữ trẻ tuổi. Nhưng trên thực tế, ranh giới giữa shōjo manga và josei manga thường không rõ ràng; mặc dù ban đầu chúng là những thể loại riêng biệt, song nhiều tác phẩm manga mang trong mình những yếu tố tường thuật và phong cách nghệ thuật đặc trưng của cả shōjo lẫn josei. Sự phân biệt này sau đó ngày càng trở nên phức tạp hơn với sự xuất hiện của một thể loại truyện tranh khác vào cuối những năm 1980 – yanguredīsu (ヤングレディース , cách viết tiếng Nhật của "young ladies" n.đ. 'Thiếu nữ trưởng thành'), được coi là sự pha trộn của cả shōjo manga và josei manga.

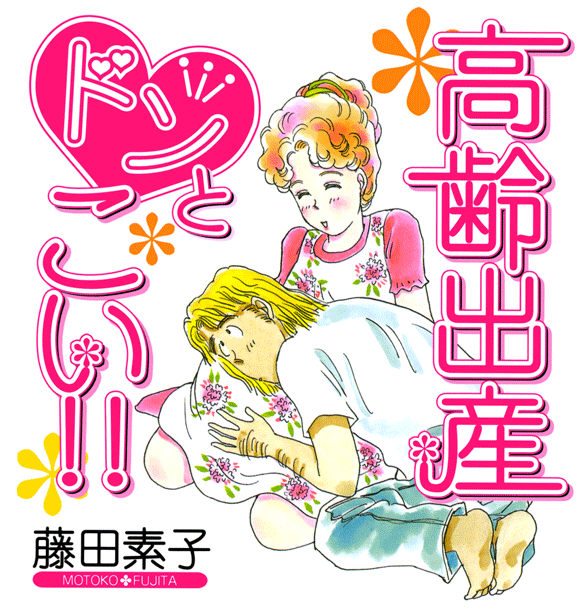
Bìa minh họa cho loạt josei manga Kōrei Shussan Don to Koi!! của Fujita Motoko, một cuốn tự truyện kể về quá trình mang thai của tác giả ở tuổi 43.

Josei manga truyền thống được in trên các tạp chí manga chuyên biệt và thường tập trung vào một tiểu thể loại cụ thể, điển hình như chính kịch, lãng mạn hoặc khiêu dâm. Mặc dù các bộ josei chính kịch phần lớn là những câu chuyện hiện thực về cuộc sống thường nhật của người phụ nữ, thì josei manga lãng mạn thường là những màn kịch tâm lý tình cảm chịu ảnh hưởng từ các bộ soap opera, trong khi josei manga khiêu dâm lại có nhiều điểm tương đồng với thể loại manga khiêu dâm dành cho nam giới dị tính. Sự ra đời của josei manga vào thập niên 1980 được coi là hệ quả của sự bùng nổ gekiga – thứ đã bắt đầu đặt những nền móng đầu tiên cho sự ra đời của josei manga từ những năm 1950 và 1960 với đặc trưng là một thể loại theo đuổi phong cách thực tế và có phần trưởng thành. Góp phần cùng sự bùng nổ của gekiga là sự phát triển của shōjo manga với cốt truyện nhiều lớp lang hơn nhờ nhóm họa sĩ Year 24 Group. Tuy nhiên vào cuối những năm 1980, những tựa truyện josei manga lại bị gắn mác "người lớn" theo hàm ý tiêu cực vì liên quan đến những nội dung khiêu dâm quá mức. Nhưng sau đó đến cuối những năm 1990, thể loại này đã dần bớt đi ánh nhìn tiêu cực đó nhờ chuyển hướng sang khai thác các vấn đề xã hội. Từ những năm 2000, josei manga đã thường xuyên được chuyển thể thành anime.

## Thuật ngữ
Các thuật ngữ để mô tả manga dành cho đối tượng phụ nữ trưởng thành bao gồm:
Yanguredīsu (ヤングレディース n.đ. 'Thiếu nữ trưởng thành')
Thuật ngữ wasei-eigo thường được sử dụng để chỉ thể loại pha trộn giữa manga dành cho phụ nữ trưởng thành và shōjo manga.
Josei  manga (女性漫画)
Đây là thuật ngữ do các nhà phê bình và học giả khởi xướng bắt đầu xuất hiện lần đầu tiên từ cuối những năm 1990 để phân biệt tất cả các manga dành cho phụ nữ trưởng thành với shōjo manga. Mặc dù thuật ngữ này vốn không được sử dụng phổ biến trong lớp độc giả đại chúng Nhật Bản nhưng nó lại được sử dụng rộng khắp với nhóm đối tượng độc giả phương Tây khi đề cập tới thể loại manga này.

## Lịch sử
Mặc dù các thể loại manga nói chung hướng đến đối tượng nữ giới được ghi nhận là đã có lịch sử lâu đời và được thể hiện một cách rõ nét thông qua sự phát triển của shōjo manga. Nhưng trong phần lớn lịch sử, shōjo manga dường như chỉ nhắm đến đối tượng độc giả là trẻ em gái và phụ nữ trẻ. Tuy nhiên, nhận thức này sau đó đã bắt đầu có những sự thay đổi vào cuối những năm 1950 cùng với sự xuất hiện của khái niệm gekiga. Khác với những thể loại khác thường thấy, gekiga sử dụng manga để kể những câu chuyện dưới góc nhìn có phần đứng đắn và nghiêm túc đồng thời cố gắng đào sâu những góc cạnh khác nhau của câu chuyện và có xu hướng nhắm tới đối tượng độc giả trưởng thành. Đến cuối những năm 1960, gekiga đã dần trở thành một khái niệm chính thức với sự ghi nhận đầu tiên là vào năm 1968; tạp chí Josei Seven đã cho xuất bản bộ gekiga manga dành cho đối tượng nữ giới với tựa đề Mashūko Banka (摩周湖晩夏) của tác giả Maki Miyako. Maki là một mangaka shōjo ra mắt công chúng lần đầu tiên vào cuối những năm 1950 và đã dần chuyển sang thể loại gekiga khi lứa độc giả ban đầu của cô đã bắt đầu bước vào độ tuổi trưởng thành.  Ngay sau đó, hai tạp chí chuyên biệt về gekiga dành cho phụ nữ đã được thành lập lần lượt là Funny (ファニー Fanī) của Mushi Production vào năm 1969 và Papillon (パピヨン Papiyon) của Futabasha vào năm 1972. Tuy nhiên, cả hai sau đó đều không gặt hái được những thành công về mặt thương mại và đều ngừng hoạt động chỉ sau một vài ấn phẩm được xuất bản.
Mặc dù các ấn phẩm về gekiga dành cho phụ nữ được xuất bản trong thời kỳ này đều nhận những thất bại về mặt thương mại; nhưng những năm 1970 vẫn chứng kiến sự phát triển vượt bậc của shōjo manga thông qua những tác phẩm của các họa sĩ thuộc Year 24 Group. Những hoạ sĩ này đã có những đóng góp đáng kể vào sự phát triển của thể loại manga dành cho phụ nữ bằng cách sáng tác những câu chuyện khác nhau với yếu tố đặc trưng là việc cố gắng đào sâu miêu tả về mặt tâm lý và trực tiếp đề cập đến những chủ đề có phần nhạy cảm khi đó như chính trị và tình dục. Yamamoto Junya khi đó với tư cách là biên tập viên của tạp chí Shōjo Comic đã cho xuất bản nhiều tác phẩm của nhóm Year 24 Group; và sau này, ông cũng trở thành biên tập viên sáng lập của tạp chí Petit Flower vào năm 1980  nhắm đến lớp độc giả có độ tuổi lớn và trưởng thành hơn. Đồng thời trong khoảng thời gian đó, ông cũng bắt đầu cho xuất bản các tác phẩm dành cho người lớn của các thành viên nhóm Year 24 Group với các tác phẩm tiêu biểu của Hagio Moto và Takemiya Keiko. Do việc liên tục mở rộng xuất bản các tạp chí và đan xen xuất bản các tựa truyện khác nhau nên từ đó, lớp đối tượng độc giả của shōjo manga đã được mở rộng hơn từ tệp đối tượng ban đầu là trẻ em gái và phụ nữ trẻ. Các nhà xuất bản khi ấy đã cố gắng tìm cách khai thác thị trường mới này của độc giả shōjo trưởng thành bằng cách tạo ra các tạp chí về truyện tranh chuyên biệt cho lớp độc giả trên. Một số các tạp chí đáng chú ý trong thời kỳ này bao gồm Be Love của Kodansha hay You của Shueisha (cả hai đồng thời ra mắt trong năm 1980) và Big Comic for Lady của Shogakukan (xuất bản lần đầu năm 1981). Cả ba tạp chí này đều có điểm chung là bắt nguồn từ các ấn bản đặc biệt của các tạp chí shōjo manga mà trước đó đã được tách ra thành các ấn phẩm định kỳ và có nội dung tập trung vào những câu chuyện lãng mạn nhấn mạnh yếu tố tình dục.
Việc đặc tả công khai các hành vi tình dục đã trở thành một yếu tố đặc trưng để phân biệt các thể loại truyện tranh dành cho nữ giới trưởng thành. Điều này trái ngược với việc miêu tả những hoạt động tình dục trong shōjo manga, vốn thường có phần kín đáo và tế nhị hơn do những hạn chế trong biên tập vẫn bị áp đặt lên quan điểm của các biên tập viên. Mangaka Morizono Milk, nổi tiếng với các câu chuyện "porn-chic" của mình đã được miêu tả là một trong những tác giả truyện tranh nữ giới phổ biến nhất trong những năm 1980. Các tạp chí truyện tranh nữ giới cũng có sự phát triển nhanh chóng về số lượng chỉ trong nửa sau của thập kỷ. Theo ghi nhận, chỉ từ 8 tạp chí vào năm 1984; con số này sau đó đã lên tới 19 vào năm 1985 và cuối cùng bùng nổ đến con số 48 vào cuối năm 1991. Vào những năm 1990, các tạp chí truyện tranh dành cho nữ giới có lượng độc giả lớn do các nhà xuất bản thương mại biên tập và xuất bản đã giảm sút về số lượng do tác động xã hội của thập niên mất mát ở Nhật Bản và cuộc khủng hoảng kinh tế diễn ra trong khoảng thời gian tương ứng. Nhưng song song với việc sụp đổ các tạp chí có lượng độc giả lớn thì trong cùng khoảng thời gian này, lĩnh vực xuất bản nói chung của Nhật Bản cũng đã ghi nhận sự gia tăng về mặt số lượng các tạp chí và lớp độc giả nhỏ quan tâm tới mảng nội dung khiêu dâm. Do sự thay đổi đó, nhiều người đã có cái nhìn không mấy thiện cảm về những tựa tạp chí dành cho nữ giới trưởng thành trong khoảng thời gian này và gọi chung chúng là "tạp chí khiêu dâm nữ giới".
Cùng thời điểm đó, các tạp chí manga mới hướng đến đối tượng độc giả là những phụ nữ ở độ tuổi đầu đôi mươi đã bắt đầu xuất hiện với sự ra đời đầu tiên được ghi nhận là của Young You, ra mắt năm 1987; tiếp theo sau đó là Young Rose vào năm 1990 và cuối cùng là Feel Young vào năm 1991.  Truyện tranh được đăng trên các tạp chí này được gọi là yanguredīsu (ヤングレディース , cách viết tiếng Nhật của "young ladies" n.đ. 'Thiếu nữ trưởng thành') với gốc bắt nguồn từ gốc "young" (có nghĩa là "trẻ") đã xuất hiện trong tên của cả ba tạp chí. Tất cả các tạp chí này sau đó dần được định vị trên thị trường truyện tranh như một thể loại trung gian có nét pha trộn giữa cả shōjo manga và josei manga. Từ đó, manga dành cho thiếu nữ dành ở độ tuổi đầu đôi mươi đã ngày càng trở nên phổ biến và dần khẳng định vị thế trên thị trường khi các mangaka shōjo mong muốn sáng tác truyện tranh cho độc giả lớn tuổi hơn trong khi để tránh những định kiến tiêu cực liên quan đến josei manga đã chọn thể loại ngách này. Teens' love cũng nổi lên như một tiểu thể loại của manga hướng tới phụ nữ. Các tựa truyện này thường sử dụng phương pháp đặc tả câu chuyện tập trung đào sâu vào những yếu tố như giới tính trong truyện tranh nhưng điểm đặc biệt là những nhân vật chính xoay quanh câu chuyện lại là thiếu niên thay vì những người đã trưởng thành. Các tạp chí truyện tranh dành cho phụ nữ trưởng thành này sau đó đã có những động thái phản ứng với sự cạnh tranh mới bằng cách chuyển hướng sang tập trung vào các bộ truyện tranh đề cập đến các vấn đề xã hội. Chiến lược này sau đó đã gặt hái được những thành công nhất định và đến cuối những năm 1990, những bộ truyện tranh dành cho phụ nữ trưởng thành đã đạt được sự công nhận lớn và được coi như một thể loại văn học chính thức đồng thời thu hút được lượng lớn độc giả và dần lan tỏa rộng rãi với bằng chứng rõ nét nhất là về nhiều tựa truyện tranh sau đó đã được chuyển thể thành phim dài hay các tựa anime. Kể từ thời điểm đó, thuật ngữ josei manga cũng dần nhen nhóm xuất hiện trong giai đoạn này và chủ yếu được các học giả sử dụng để phân biệt các thể loại manga dành cho phụ nữ trưởng thành nói chung với shōjo manga.
Tổng quan để đánh giá, thể loại josei manga có phần ít phổ biến hơn shōjo manga, seinen manga hay shōnen manga. Vào năm 2010, You là tạp chí josei manga bán chạy nhất với lượng phát hành mới được báo cáo là 162,917 bản. Để dễ so sánh, tạp chí shōjo manga bán chạy nhất khi đó là Ciao có lượng phát hành là 745,455 bản, trong khi các tạp chí seinen manga và shōnen manga bán chạy nhất lần lượt là Weekly Young Jump và Weekly Shōnen Jump có lượng phát hành lần lượt là 768,980 và 2,8 triệu bản. Anime đã trở thành một trong số những yếu tố ảnh hưởng lớn tới việc thu hút độc giả tới với josei manga kể từ những năm 2000. Các tựa phim ăn khách và gặt hái được nhiều thành công sau khi chuyển thể thành anime có thể được kể đến như Paradise Kiss (1999), Bunny Drop (2005), Chihayafuru (2007), Princess Jellyfish (2008) và Eden of the East (2009).

## Chủ đề và tiểu thể loại
Có ba tiểu thể loại chính trong josei manga: chính kịch, lãng mạn và khiêu dâm. Vào năm 2002, các tựa chính kịch và lãng mạn chiếm tổng cộng tới khoảng 80% doanh số bán trong thị trường josei tankōbon trong khi khiêu dâm chiếm 20% số còn lại. Các tựa chính kịch và lãng mạn thường được phát hành bởi các công ty xuất bản lớn của Nhật Bản trong khi khiêu dâm thường được xuất bản bởi các nhà xuất bản nhỏ hơn.

### Chính kịch
Nhiều bộ josei manga thuộc thể loại chính kịch thường là những câu chuyện theo trường phái hiện thực về cuộc sống của những người phụ nữ bình thường trong xã hội.  Những câu chuyện này thường xoay quanh kể về một người phụ nữ làm việc trong một số những ngành nghề nhất định (nhưng phổ biến nhất là nội trợ) như nhân viên văn phòng hoặc công nhân viên chức. Các nội dung của những tựa chính kịch này thường cố gắng tập trung vào việc tường thuật những vấn đề cá nhân trong đời sống xã hội như việc hẹn hò, chăm sóc con cái hoặc trẻ em, chăm sóc người già, tiêu chuẩn về sắc đẹp trong xã hội, các vấn đề tại nơi làm việc, các rắc rối hôn nhân hay những câu chuyện về việc ngoại tình. Nhiều bộ truyện cũng đề cập đến các vấn đề xã hội như lão hóa và chứng bệnh mất trí nhớ, mại dâm hay những vấn nạn bạo lực xã hội nhắm tới phụ nữ. Josei manga đôi khi cũng có các nhân vật chính là nam giới, thường là các "bishōnen" ("những chàng trai đẹp"); những nhân vật này thường xuất hiện trong các câu chuyện có nội dung ẩn ý về những vấn đề xã hội liên quan tới đồng tính luyến ái.
Các câu chuyện được xuất bản không phải lúc nào cũng dựa trên suy tư hay trả nghiệm cá nhân của các tác giả mà đôi khi, chúng lại xuất phát từ những câu chuyện thường ngày của chính những độc giả, những người đã gửi tới hòm thư của các nhà xuất bản các câu chuyện dựa trên trải nghiệm cuộc sống của họ. Nếu những câu chuyện này sau đó được các biên tập viên lựa chọn để xuất bản thành những tựa manga, những tác giả của tác phẩm gốc sẽ nhận được hoa hồng từ tác phẩm gốc của họ. Các tạp chí josei manga thường xuất bản những ấn phẩm đặc biệt dành riêng cho một chủ đề cụ thể, chẳng hạn như các ấn phẩm dành riêng cho những chủ đề như ly hôn, bệnh tật hay việc phẫu thuật thẩm mỹ. Các ấn phẩm theo chủ đề này đôi khi bao gồm thêm các trang nói về chuyên ngành được in kèm theo ngoài các trang manga truyền thống để từ đó cung cấp thông tin về các chủ đề được đề cập đến trong ấn phẩm. Nhà xã hội học Itō Kinko cho rằng các bộ josei manga theo thể loại chính kịch đóng một vai trò quan trọng như một cách để có thể giúp độc giả thanh lọc cảm xúc tiêu cực trong họ bằng cách cố gắng miêu tả một nhân vật khác trong truyện đang gặp và phải nén chịu đựng những khó khăn lớn hơn họ. Trong khi học giả nghiên cứu manga Ogi Fusami cho rằng các bộ josei manga theo thể loại chính kịch đã đem đến cho những nữ độc giả những kiểu mẫu hình tượng và những lối sống tích cực hơn để khuyến khích họ trong việc thay đổi bản thân.

### Lãng mạn
Josei manga lãng mạn thường lảng tránh chủ nghĩa hiện thực đặc trưng của josei manga chính kịch, mà thay vào đó chúng lại mang nhiều nét giống với những màn kịch tâm lý tình cảm được cường điệu hóa, tương tự như trong các bộ soap opera hoặc những tiểu thuyết được xuất bản bởi Harlequin Enterprises. Các câu chuyện trong josei manga lãng mạn thường tuân theo những công thức quen thuộc của tiểu thuyết lãng mạn, chẳng hạn như một người phụ nữ gặp gỡ một người đàn ông trông giống như Hoàng tử Bạch Mã và cùng người đó trải qua muôn vàn cuộc phiêu lưu rồi cuối cùng là kết hôn. Những cuộc gặp gỡ và các hoạt động tình dục giữa nhân vật chính và người yêu của họ là điều thường thấy trong những tựa chuyện này. Trong khi các chủ đề giả tưởng lãng mạn thường thể hiện qua bối cảnh nước ngoài hoặc lịch sử thông qua các nhân vật chính là những vị anh hùng (giả dụ như hoàng tử và công chúa, hồn ma, những người sở hữu năng lực siêu nhiên, v.v.). Các dạng bản dạng tình dục khác nhau, chẳng hạn như nhân vật đồng tính và chuyển giới cũng xuất hiện trong những câu chuyện này. Josei manga lãng mạn hướng đến những lớp độc giả cả trẻ tuổi và trưởng thành với nhiều câu chuyện trong đó nhắm đến các cô gái tuổi thanh thiếu niên với bằng chứng rõ nét nhất là việc sử dụng rộng rãi furigana như một cách hỗ trợ tiếp cận cho độc giả.

### Khiêu dâm
Josei manga khiêu dâm có nhiều đặc điểm chung với thể loại manga khiêu dâm dành cho nam giới dị tính. Những đặc điểm phổ biến của những tựa truyện khiêu dâm hướng nam này thường là việc cố gắng để cập tới sự thay đổi trong tâm trí và hình tượng hóa những nét khiêu gợi của nữ giới. Một công thức phổ biến cho những câu chuyện trong josei manga khiêu dâm là câu chuyện về một phụ nữ nhút nhát và thông minh được biến thành một kẻ nghiện tình dục hoặc nô lệ của tình dục. Mối quan hệ nữ đồng tính cũng xuất hiện trong truyện tranh josei manga khiêu dâm. Điều này cho thấy những độc giả nữ đồng tính cũng có những sự quan tâm nhất định đến josei manga. Học giả truyện tranh manga Deborah Shamoon cho rằng sức hấp dẫn của josei manga khiêu dâm đối với đối tượng nữ giới nằm ở khả năng của việc đặc tả những hành động khiêu dâm qua nét hoạt họa trong khi những hành động đó lại không dễ dàng có thể mô tả trong những tựa phim khiêu dâm được quay bằng máy ghi hình thông thường.

## So sánh với các thể loại manga khác

### Shōjomanga

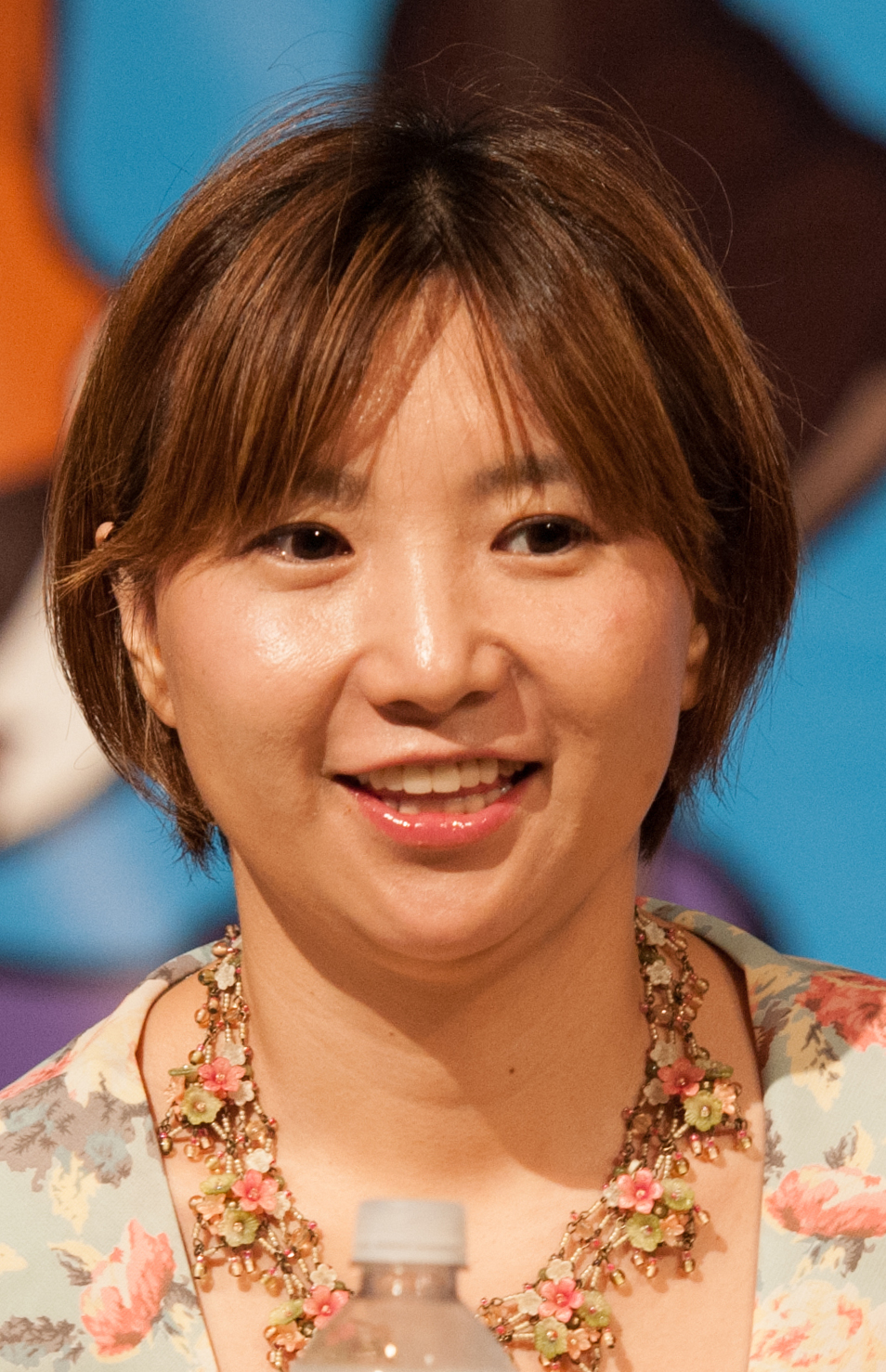
Shinjo Mayu, một trong số nhiều họa sĩ từng sáng tác cả josei manga và shōjo manga.

Khi josei manga mới ra đời vào những năm 1980 đã có những điểm khác biệt và có phần độc đáo hơn nếu so với shōjo manga như việc cố gắng đào sâu cũng như khai thác các chủ đề dành cho người lớn như công việc, tình dục hay cuộc sống sau hôn nhân và hướng đến đối tượng độc giả là những người phụ nữ "không còn là shōjo" nữa. Học giả nghiên cứu manga Fujimoto Yukari lưu ý rằng sự tập trung vào chủ nghĩa hiện thực chính là một dấu hiệu để phân biệt rõ ràng giữa các câu chuyện trong josei manga so với các câu chuyện mang tính kỳ ảo thường thấy trong shōjo manga. Điều này được thể hiện rõ qua các nghề nghiệp mà nhân vật chính thường đảm nhận trong mỗi thể loại tương ứng như diễn viên, người mẫu và nhạc sĩ trong shōjo manga so với những người phụ nữ làm công việc bình thường trong josei manga. Fujimoto tiếp tục cho rằng việc miêu tả đời sống hôn nhân là một ranh giới chính để phân định giữa các thể loại. Chẳng hạn như với shōjo manga, các câu chuyện thường có khuynh hướng mô tả cuộc sống trước hôn nhân còn josei manga thì lại cố gắng tập trung miêu tả cuộc sống sau đó.
Kể từ khi josei manga xuất hiện, ranh giới giữa các thể loại ngày càng trở nên mờ nhạt. Trong các câu chuyện, nhân vật chính ở mọi lứa tuổi đều có thể dễ dàng được tìm thấy trong cả shōjo manga và josei manga. Các câu chuyện shōjo có nhân vật chính là người lớn và các câu chuyện josei tập trung vào thanh thiếu niên và các nhân vật trẻ hơn. Các câu chuyện có yếu tố tình dục sau đó đã dần được xuất bản trên các tạp chí shōjo manga như Sho-Comi trong khi yếu tố tình dục hầu như không tồn tại trên các số tạp chí josei như Monthly Flowers.
Trong việc biên tập nói chung, không có tiêu chuẩn nhất quán để phân loại manga hướng đến đối tượng độc giả nữ. Chẳng hạn như sẽ gần không có những tiêu chuẩn hay định kiến xã hội về thuật ngữ và thể loại mặc dù những điều này tùy lúc sẽ xuất hiện và chủ yếu thay đổi phụ thuộc theo từng thập kỷ, nhà xuất bản hay với từng tạp chí. Kể từ những năm 2000, một số nhà xuất bản lớn như Shueisha và Kodansha đã nhóm tất cả các tạp chí manga hướng đến đối tượng nữ thành một danh mục xuất bản duy nhất thay vì cố gắng chia nhỏ ra như trước đây. Định dạng của các tập truyện tranh tankōbon, trong đó các cuốn khổ lớn và đắt tiền hơn theo truyền thống trước đây vốn được dành cho các tựa truyện nhắm đến đối tượng những người trưởng thành giờ đây cũng không tuân theo quy tắc chính thức nào. Nhưng chủ yếu ta sẽ vẫn thấy manga dành cho người lớn được bán ở định dạng nhỏ và rẻ tiền hơn trong khi manga dành cho thiếu niên sẽ được bán ở định dạng khổ lớn.
Các tác giả sáng tác đồng thời cả shōjo manga và josei manga là điều phổ biến. Chẳng hạn như Ozaki Mari, Ozaki Mari, Asakura George và Shinjo Mayu là một trong số nhiều họa sĩ sáng tác đồng thời cả hai thể loại. Điều này trái ngược với shōnen manga và seinen manga, nơi các họa sĩ thường chỉ sáng tác các tác phẩm trong một thể loại và các họa sĩ chuyển sang thể loại khác sẽ hiếm khi quay lại.

### Shōnenvàseinenmanga
Đã có một số tác phẩm josei mang những đặc đặc điểm chung với cả shōnen và seinen manga và từ đó dần làm mờ ranh giới giữa các thể loại này. Saiyuki của Minekura Kazuya được đăng nhiều kỳ trên tạp chí shōnen Monthly GFantasy; mặc dù phần tiếp theo, Saiyuki Reload được xuất bản trên tạp chí josei Monthly Comic Zero Sum. Bộ truyện tranh được xuất bản năm 1962 của Akatsuka Fujio, Osomatsu-kun ban đầu được đăng nhiều kỳ trên Weekly Shōnen Sunday mặc dù khi bộ truyện được tái xuất bản vào năm 2015 với tên gọi là loạt phim hoạt hình Mr. Osomatsu, phần manga phụ của nó đã được xuất bản trên tạp chí josei You và Cookie. Anthony Gramuglia đến từ Comic Book Resources đã gọi loạt phim hoạt hình Lupin the Third: The Woman Called Fujiko Mine, một phần của loạt phim Lupin the Third là một tác phẩm chuyển thể josei đáng chú ý của một seinen manga.

### Thông tin thư mục
- Gramuglia, Anthony (ngày 10 tháng 1 năm 2021). "Josei Is Anime & Manga's Most Underserved Demographic" [Josei là đối tượng nhân khẩu học bị đánh giá thấp nhất trong Anime & Manga]. Comic Book Resources. Valnet Inc. Lưu trữ bản gốc ngày 4 tháng 2 năm 2021. Truy cập ngày 18 tháng 3 năm 2022.
- Ito, Kinko (tháng 8 năm 2002). "The World of Japanese Ladies' Comics: From Romantic Fantasy to Lustful Perversion" [Thế giới truyện tranh dành cho phụ nữ ở Nhật Bản: Từ ảo mộng lãng mạn đến dâm đãng]. The Journal of Popular Culture. Quyển 36 số 1. Wiley-Blackwell. tr. 68–85. doi:10.1111/1540-5931.00031.
- Ito, Kinko (2009). "New Trends in the Production of Japanese Ladies' Comics: Diversification and Catharsis" [Xu hướng mới trong sản xuất truyện tranh dành cho phụ nữ Nhật Bản: Đa dạng hóa và cải thiện] (PDF). Japan Studies Review. Quyển 13. Bản gốc (PDF) lưu trữ ngày 1 tháng 8 năm 2019.
- Ito, Kinko (2011). "Chikae Ide, the Queen of Japanese Ladies' Comics: Her Life and Manga". Trong Perper, Timothy; Cornog, Martha (biên tập). Mangatopia: Essays on Manga and Anime in the Modern World [Mangatopia: Tiểu luận về Manga và Anime trong thế kỷ hiện đại]. Libraries Unlimited. ISBN 978-1591589082.
- Ogi, Fusami (tháng 5 năm 2003). "Female Subjectivity and Shoujo (Girls) Manga (Japanese Comics): Shoujo in Ladies' Comics and Young Ladies' Comics" [Shoujo trong truyện tranh dành cho phụ nữ và truyện tranh dành cho phụ nữ trẻ]. The Journal of Popular Culture. Quyển 36 số 4. Wiley-Blackwell. tr. 780–803. doi:10.1111/1540-5931.00045. Bản gốc lưu trữ ngày 11 tháng 8 năm 2024.
- Pham, Bruno (2010). "Le Manga au Féminin: Shōjo/Josei, La Frontière Floue" (PDF). Trong Brient, Hervé (biên tập). Manga 10,000 Images [Manga 10.000 trang] (bằng tiếng Pháp). H Editions. ISBN 978-2-9531781-4-2. Bản gốc (PDF) lưu trữ ngày 11 tháng 8 năm 2024.
- Shamoon, Deborah (2004). Williams, Linda (biên tập). "Office Sluts and Rebel Flowers: The Pleasure of Japanese Pornographic Comics for Women" [Những kẻ cuồng tình dục trong văn phòng và những bông hoa nổi loạn: Niềm vui của truyện tranh khiêu dâm Nhật Bản dành cho phụ nữ]. Porn Studies. tr. 77–103.
- Shamoon, Deborah (2012). "The Revolution in 1970s Shōjo Manga". Passionate Friendship: The Aesthetics of Girl's Culture in Japan [Đam mê hoạt họa: Tính thẩm mỹ trong văn hóa dành cho nữ giới ở xã hội Nhật Bản]. Honolulu: University of Hawaii Press. ISBN 978-0-82483-542-2.
- Toku, Masami (2015). International Perspectives on Shojo and Shojo Manga: The Influence of Girl Culture [Quan điểm quốc tế về Shojo và Shojo Manga: Ảnh hưởng của văn hóa dành cho nữ giới]. Routledge. ISBN 978-1-31761-075-5.
- Brient, Hervé. "Hagio Moto, une artiste au cœur du manga moderne" [Hagio Moto, họa sĩ nổi danh của nền manga hiện đại]. du9 (bằng tiếng Pháp). Lưu trữ bản gốc ngày 18 tháng 7 năm 2021. Truy cập ngày 27 tháng 1 năm 2021.
- Fasulo, Fausto (Fall 2019). "Keiko Nishi: Parcours de combatantes" [Keiko Nishi: Hành trình của nữ chiến binh]. Atom. số 11. Custom Publishing France. tr. 68–69. ISSN 2552-9900.
- Loo, Egan (ngày 17 tháng 1 năm 2011). "2010 Japanese Manga Magazine Circulation Numbers" [Số lượng tạp chí Manga phát hành tại Nhật Bản năm 2010]. Anime News Network. Lưu trữ bản gốc ngày 11 tháng 3 năm 2022. Truy cập ngày 18 tháng 3 năm 2022.
- Eisenbeis, Richard (ngày 7 tháng 3 năm 2014). "How to Identify the Basic Types of Anime and Manga" [Cách nhận biết các thể loại Anime và Manga cơ bản]. Kotaku. Lưu trữ bản gốc ngày 19 tháng 2 năm 2023. Truy cập ngày 18 tháng 3 năm 2022.
- Thorn, Rachel. "What Shôjo Manga Are and Are Not: A Quick Guide for the Confused" [Manga Shojo là gì và không phải là gì: Hướng dẫn nhanh cho người đang bối rối]. Matt-Thorn.com. Bản gốc lưu trữ ngày 18 tháng 11 năm 2015. Truy cập ngày 10 tháng 3 năm 2022.